# Demografía de Kazajistán

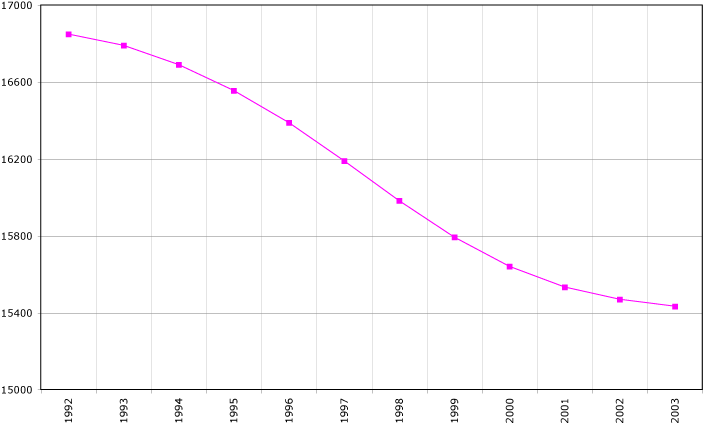
Evolución de la población.

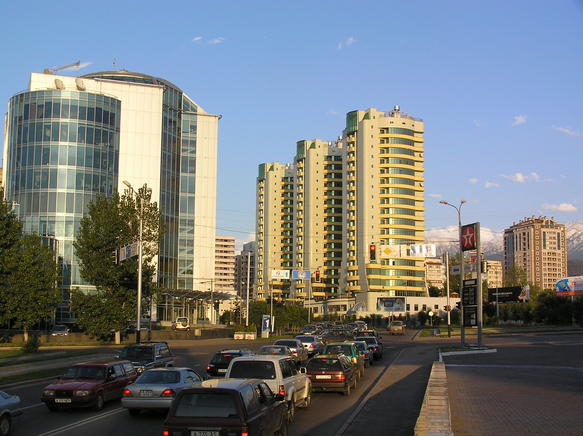
Almaty, ciudad más poblada.

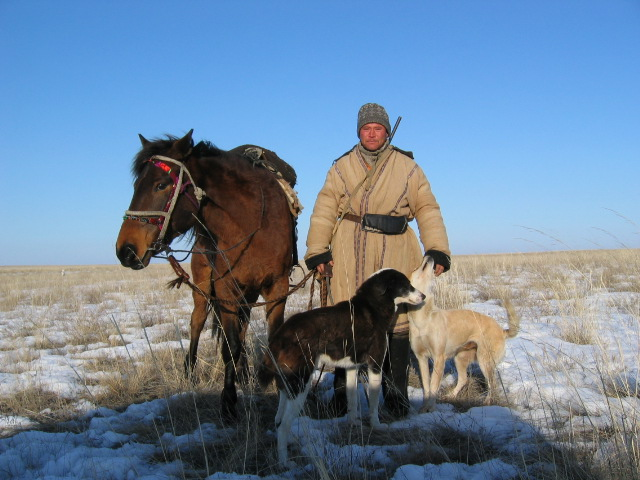
Pastor kazajo fotografiado al oeste de Kazajistán.

Existen serias discrepancias entre fuentes reputables sobre la población de Kazajistán. Mientras que la oficina del censo internacional de los Estados Unidos fijaba la población para el año 2003 en 16 763 795 habitantes, algunas entidades dependientes de la ONU, como el Banco Mundial, fijaban estos datos en 14 794 830. Estas discrepancias pueden estar ocasionadas por la gran cantidad de movimientos migratorios que se producen en Kazajistán, así como la baja densidad de población.

## Grupos étnicos
| Grupos étnicos en Kazajistán (2025) | Grupos étnicos en Kazajistán (2025) | Grupos étnicos en Kazajistán (2025) | Grupos étnicos en Kazajistán (2025) | Grupos étnicos en Kazajistán (2025) |
| ----------------------------------- | ----------------------------------- | ----------------------------------- | ----------------------------------- | ----------------------------------- |
| Grupos étnicos                      |                                     |                                     |                                     |                                     |
| Kazajos                             | Kazajos                             |                                     | 71.3 %                              | 71.3 %                              |
| Rusos                               | Rusos                               |                                     | 13.6 %                              | 13.6 %                              |
| Uzbekos                             | Uzbekos                             |                                     | 3.3 %                               | 3.3 %                               |
| Ucranianos                          | Ucranianos                          |                                     | 1.8 %                               | 1.8 %                               |
| Igures                              | Igures                              |                                     | 1.5 %                               | 1.5 %                               |
| Alemanes                            | Alemanes                            |                                     | 1.1 %                               | 1.1 %                               |
| Tártaros                            | Tártaros                            |                                     | 1.1 %                               | 1.1 %                               |
| Otros                               | Otros                               |                                     | 5.3 %                               | 5.3 %                               |

Se estima que la población está compuesta en un 71.3% por kazajos y un 13.6% de rusos, con varios otros grupos étnicos representados, incluyendo a los ucranianos (3,7%), uzbecos, coreanos, alemanes (2,3%), [cita requerida]chechenos y uigures. Las estimaciones oficiales sitúan la población de Kazajistán en 20.182.003 habitantes en agosto de 2024.
Desde la independencia en 1992 se llevó adelante una política de desrusificación, que incluyó abandonar el alfabeto cirílico, la imposición de lenguas túrquicas cómo obligatorias y oficiales, lo que ha afectado a la minoría rusa en el país.
Para el país la población es relativamente escasa; la densidad de población es de 5,5 habitantes por km². La mayor parte de la población habla ruso; solo la mitad de los kazajos habla su idioma, el kazajo, de forma fluida aunque en los últimos años el idioma se está recuperando. Ambos idiomas tiene carácter oficial. 
Después de la desintegración de la Unión Soviética, los grupos eslavos, como los rusos, ucranianos y bielorrusos, han sufrido una fuerte disminución: 6 227 549, 896 240 y 182 601 en 1889 disminuyeron a 3 793 764, 333 031 y 66 476 en 2009. Los kazajos, en cambio, tuvieron un ascenso drástico: de 6 534 616 (39,7%) en 1989 pasaron a ser 10 096 763 (63,1%) en 2009. En parte, estos cambios registran el regreso a su país de emigrados en países vecinos; pero, por otra parte, registra también que durante la existencia de la Unión Soviética, un cierto porcentaje de los kazajos étnicos que hablaban ruso habían declarado ser rusos.
Por su parte, la población alemana de Kazajistán emigró en masa durante la década de los 90, pasando de 957 518 en 1989 a 178 409 en 2009.
Población: 15 233 244 (julio de 2006), 16 763 795 (julio de 2003)
Estructura de edad:
- 0-14 años: 27% (hombres 2 332 284; mujeres 2 260 730)
- 15-64 años: 65% (hombres 5 320 938; mujeres 5 638 710)
- 65 años o más: 8% (hombres 398 225; mujeres 782 340) (datos de 2000)

Tasa de crecimiento de la población: 0,26% (2004) 
Tasa de natalidad: 15,52 nacimientos/1000 habitantes (2004)
Tasa de mortalidad: 9,59 muertes/1000 habitantes (2004)
Tasa de mortalidad infantil:
- Total: 30,54 muertes/1000 nacimientos
- Hombres: 35.24 muertes/1000 nacimientos
- Mujeres: 25,57 muertes/1000 nacimientos

Esperanza de vida al nacer:
- Total: 66,07 años
- Hombres: 60,72 años
- Mujeres: 71,73 años

Tasa de fertilidad: 1,9 niños/mujer.
| Grupo étnico | censo 1897 | censo 1897 | censo 1926 | censo 1926 | censo 1939 | censo 1939 | censo 1959 | censo 1959 | censo 1970 | censo 1970 | censo 1979 | censo 1979 | censo 1989 | censo 1989 | censo 1999 | censo 1999 | censo 2009 | censo 2009 | 2014 (estimado) | 2014 (estimado) |
| Grupo étnico | Número     | %          | Número     | %          | Número     | %          | Número     | %          | Número     | %          | Número     | %          | Número     | %          | Número     | %          | Número     | %          | Número          | %               |
| ------------ | ---------- | ---------- | ---------- | ---------- | ---------- | ---------- | ---------- | ---------- | ---------- | ---------- | ---------- | ---------- | ---------- | ---------- | ---------- | ---------- | ---------- | ---------- | --------------- | --------------- |
| Kazajos      | 3,392,751  | 73.9       | 3,627,612  | 58.5       | 2,327,625  | 37.8       | 2,794,966  | 30.0       | 4,161,164  | 32.4       | 5,289,349  | 36.0       | 6,534,616  | 39.7       | 8,011,452  | 53.5       | 10,096,763 | 63.1       | 11,244,547      | 65.5            |
| Rusos        | 454,402    | 12.8       | 1,275,055  | 20.6       | 2,458,687  | 40.0       | 3,974,229  | 42.7       | 5,499,826  | 42.8       | 5,991,205  | 40.8       | 6,227,549  | 37.8       | 4,480,675  | 29.9       | 3,793,764  | 23.7       | 3,685,009       | 21.5            |
| Uzbeko       | 295,64     | 1.3        | 129,407    | 2.1        | 120,655    | 2.0        | 136,570    | 1.5        | 207,514    | 1.6        | 263,295    | 1.8        | 332,017    | 2.0        | 370,765    | 2.5        | 456,997    | 2.9        | 521,252         | 3.0             |
| Ucranianos   | 860,201    | 13.9       | 860,201    | 13.9       | 658,319    | 10.7       | 762,131    | 8.2        | 930,158    | 7.2        | 897,964    | 6.1        | 896,240    | 5.4        | 547,065    | 3.7        | 333,031    | 2.1        | 301,346         | 1.8             |
| Uigures      |            |            | 11,631     | 0.2        | 35,409     | 0.6        | 59,840     | 0.6        | 120,784    | 0.9        | 147,943    | 1.0        | 185,301    | 1.1        | 210,377    | 1.4        | 224,713    | 1.4        | 246,777         | 1.4             |
| Tártaros     | 55,984     | 1.1        | 79,758     | 1.3        | 108,127    | 1.8        | 191,802    | 2.1        | 281,849    | 2.2        | 312,626    | 2.1        | 327,982    | 2.0        | 249,052    | 1.7        | 204,229    | 1.3        | 203,108         | 1.2             |
| Alemanes     |            |            | 51,094     | 0.8        | 92,571     | 1.5        | 659,800    | 7.1        | 839,649    | 6.5        | 900,207    | 6.1        | 957,518    | 5.8        | 353,462    | 2.4        | 178,409    | 1.1        | 181,928         | 1.1             |
| Coreanos     |            |            | 42         | 0.0        | 96,453     | 1.6        | 74,019     | 0.8        | 78,078     | 0.6        | 91,984     | 0.6        | 103,315    | 0.6        | 99,944     | 0.7        | 100,385    | 0.6        | 105,400         | 0.6             |
| Turcos       |            |            | 46         | 0.0        | 523        | 0.0        | 9,916      | 0.1        | 18,397     | 0.1        | 25,820     | 0.2        | 49,567     | 0.3        | 75,950     | 0.5        | 97,015     | 0.6        | 104,792         | 0.6             |
| Azeríes      |            |            | 20         | 0.0        | 12,996     | 0.2        | 38,362     | 0.4        | 56,166     | 0.4        | 73,345     | 0.5        | 90,083     | 0.5        | 78,325     | 0.5        | 85,292     | 0.5        | 98,646          | 0.6             |
| Bielorrusos  |            |            | 25,584     | 0.4        | 31,614     | 0.5        | 107,463    | 1.2        | 197,592    | 1.5        | 181,491    | 1.2        | 182,601    | 1.1        | 111,924    | 0.7        | 66,476     | 0.4        | 60,295          | 0.4             |
| Dunganos     |            |            | 8,455      | 0.1        | 7,415      | 0.1        | 9,980      | 0.1        | 17,283     | 0.1        | 22,491     | 0.2        | 30,165     | 0.2        | 36,945     | 0.2        | 51,944     | 0.3        | 62,029          | 0.4             |
| Tayikos      |            |            | 7,599      | 0.1        | 11,229     | 0.2        | 8,075      | 0.1        | 7,166      | 0.1        | 19,293     | 0.1        | 25,514     | 0.2        | 25,673     | 0.2        | 36,277     | 0.2        | 42,143          | 0.3             |
| Polacos      |            |            | 3,742      | 0.1        | 54,809     | 0.9        | 53,102     | 0.6        | 61,355     | 0.5        | 61,136     | 0.4        | 59,956     | 0.4        | 47,302     | 0.3        | 34,057     | 0.2        | 32,661          | 0.2             |
| Chechenos    |            |            | 3          | 0.0        | 2,639      | 0.0        | 130,232    | 1.4        | 34,492     | 0.3        | 38,256     | 0.3        | 49,507     | 0.3        | 31,802     | 0.2        | 31,431     | 0.2        | 32,252          | 0.2             |
| Kirguises    |            |            | 10,200     | 0.2        | 5,033      | 0.1        | 6,810      | 0.1        | 9,474      | 0.1        | 9,352      | 0.1        | 14,112     | 0.1        | 10,925     | 0.1        | 23,274     | 0.2        | 29,803          | 0.2             |
| Otros        |            |            | 108,016    | 1.7        | 124,611    | 2.0        | 286,441    | 3.1        | 315,347    | 2.5        | 340,834    | 2.3        | 372,996    | 2.3        | 206,879    | 1.4        | 157,215    | 1.0        |                 |                 |
| Zazaos       |            |            |            |            | 2,387      | 0.0        | 6,109      | 0.1        | 12,299     | 0.1        | 17,692     | 0.1        | 25,425     | 0.2        | 32,764     | 0.2        | 38,325     | 0.2        | 42,312          | 0.3             |
| Total        |            |            | 6,198,465  | 6,198,465  | 6,151,102  | 6,151,102  | 9,309,847  | 9,309,847  | 12,848,573 | 12,848,573 | 14,684,283 | 14,684,283 | 16,464,464 | 16,464,464 | 14,981,281 | 14,981,281 | 16,009,597 | 16,009,597 | 17,160,774      | 17,160,774      |

## Religiones
- Musulmanes 47%
- Ortodoxos rusos 44%
- Protestantes, en este caso evangélicos 2%
- pequeñas comunidades católicas, luteranas, judías y algunos budistas. 7%

## Idiomas
- Kazajo 64,4%
- Ruso 83%